# Ronde van Frankrijk 2023/Negende etappe
De negende etappe van de Ronde van Frankrijk 2023 was een bergrit met een lengte van 182,4 kilometer. De etappe werd verreden op 9 juli met de start in Saint-Léonard-de-Noblat en de finish op de Puy de Dôme. 

## Parcours
De bergetappe begon na zo'n 22 kilometer met een niet-gecategoriseerde klim die eindigde met een tussensprint in Lac de Vassivière. Er lagen twee beklimmingen van de vierde categorie in het parcours redelijk vlak na elkaar bij kilometer 74,8 en 85,7 te weten de Côte de Felletin en de Côte de Pontcharraud. Verder was er nog een beklimming van de Côte de Pontaumur van de derde categorie na 126,2 kilometer fietsen. De afsluitende klim op de Puy de Dôme, een berg van de buitencategorie, stond voor het eerst in 35 jaar weer op het programma en de laatste 4,5 kilometer met een gemiddeld hellingspercentage van 12% werden afgelegd zonder publiek langs de weg op de oude vulkaan.

## Verloop
De Canadees Michael Woods heeft op grootse wijze de negende rit in de Tour de France gewonnen. 
Meteen aan het begin van de etappe ontstond er een kopgroep van veertien renners: de Belg Victor Campenaerts, de Canadezen Michael Woods en Guillaume Boivin, Jonas Gregaard uit Denemarken, de drie Fransen Pierre Latour, Mathieu Burgaudeau en Clément Berthet, Aleksej Loetsenko uit Kazachstan, Jonas Abrahamsen uit Noorwegen, de Sloveen Matej Mohorič, de Spanjaarden Gorka Izagirre en David de la Cruz en de Amerikanen Matteo Jorgenson en Neilson Powless met de bolletjestrui. Met nog 155 kilometer te gaan hadden de vluchters een voorsprong van drie minuten op het peloton. Jonas Abrahamsen won de tussensprint bij Lac de Vassivière voor de Matej Mohorič en Jonas Gregaard. Met nog 107 kilometer te gaan breidden hadden de vluchters een voorsprong van tien minuten. Neilson Powless kwam op de Côte de Felletin en de Côte de Pontcharraud als eerste boven, beide heuvels van de vierde categorie.
Op de top van de Côte de Pontaumur was het opnieuw Powless die de top als eerste bereikte voor de Belg Victor Campenaerts. De voorsprong op het peloton was inmiddels opgelopen tot dertien minuten. Met nog 47 kilometer te gaan viel de Matteo Jorgenson aan en reed weg uit de kopgroep. Zeventien kilometer verder had hij nog vijftien seconden voorsprong op Mohorič, Powless, De la Cruz en Burgaudeau en veertig seconden op de rest van de groep waaruit Aleksej Loetsenko en Jonas Abrahamsen waren weggevallen. 
David de la Cruz kreeg een mechanisch probleem met nog 21 km te gaan en moest zijn drie metgezellen laten gaan. Ze begonnen aan de laatste beklimming van de Puy de Dôme met een minuut achterstand op Jorgenson. Met nog 3 kilometer te gaan, demarreerde Mohorič uit de achtervolgende groep en probeerde Jorgenson in te halen. De Sloveen werd op zijn beurt met nog 1,7 kilometer te gaan ingehaald door de Michael Woods. Bij het ingaan van de laatste kilometer had Jorgenson nog steeds een voorsprong van vijftien seconden voorsprong op Woods. Met nog 350 meter te gaan liet Woods de Amerikaan staan en kwam alleen over de eindstreep. Jorgenson eindigde als vierde nadat hij ook nog werd ingehaald door de Pierre Latour en de Matej Mohorič.
Ruim acht minuten achter de winnaar vochten Tadej Pogačar en geletruidrager Jonas Vingegaard een verbeten strijd uit om seconden. Jumbo-Visma had lang het tempo bepaald op weg naar de slotklim en ook in de klim zelf. Maar Vingegaard kon Pogačar in de slotkilometer, waar de percentages de dubbele cijfers haalden, niet volgen. Groot was de tijdwinst van de Sloveen echter niet: 8 seconden. Vingegaard ging met 17 seconden voorsprong de rustdag in.

## Uitslag etappe
| Saint-Léonard-de-Noblat – Puy de Dôme (182,4 km) |                    |                        |          |
| Plaats                                           | Naam               | Ploeg                  | Tijd     |
| 1                                                | Michael Woods      | Israel-Premier Tech    | 4u19'41" |
| 2                                                | Pierre Latour      | Team TotalEnergies     | + 28"    |
| 3                                                | Matej Mohorič      | Bahrain-Victorious     | + 35"    |
| 4                                                | Matteo Jorgenson   | Movistar Team          | z.t.     |
| 5                                                | Clément Berthet    | AG2R-Citroën           | + 55"    |
| 6                                                | Neilson Powless    | EF Education-EasyPost  | + 1'23"  |
| 7                                                | Aleksej Loetsenko  | Astana Qazaqstan       | + 1'39"  |
| 8                                                | Jonas Gregaard     | Uno-X Pro Cycling Team | + 1'58"  |
| 9                                                | Mathieu Burgaudeau | Team TotalEnergies     | + 2'16"  |
| 10                                               | David de la Cruz   | Astana Qazaqstan       | + 2'34"  |
|                                                  |                    |                        |          |
| 12                                               | Victor Campenaerts | Lotto-Dstny            | + 5'25"  |
| 38                                               | Wilco Kelderman    | Team Jumbo-Visma       | + 16'07" |

 –  Matteo Jorgenson was de strijdlustigste renner van de negende etappe.

## Klassementen

### Algemeen klassement
| Algemeen klassement (gele trui) |                  |                    |           |
| Plaats                          | Naam             | Ploeg              | Tijd      |
| Gele trui                       | Jonas Vingegaard | Team Jumbo-Visma   | 38u37'46" |
| 2                               | Tadej Pogačar    | UAE Team Emirates  | + 17"     |
| 3                               | Jai Hindley      | BORA-hansgrohe     | + 2'40"   |
| 4                               | Carlos Rodríguez | INEOS Grenadiers   | + 4'22"   |
| 5                               | Adam Yates       | UAE Team Emirates  | + 4'39"   |
| 6                               | Simon Yates      | Team Jayco AlUla   | + 4'44"   |
| 7                               | Tom Pidcock      | INEOS Grenadiers   | + 5'26"   |
| 8                               | David Gaudu      | Groupama-FDJ       | + 6'01"   |
| 9                               | Sepp Kuss        | Team Jumbo-Visma   | + 6'45"   |
| 10                              | Romain Bardet    | Team DSM-Firmenich | + 6'58"   |
|                                 |                  |                    |           |
| 23                              | Wilco Kelderman  | Team Jumbo-Visma   | + 20'42"  |
| 25                              | Wout van Aert    | Team Jumbo-Visma   | + 27'30"  |

### Puntenklassement
| Puntenklassement (groene trui) |                   |                          |        |
| Plaats                         | Naam              | Ploeg                    | Punten |
| Groene trui                    | Jasper Philipsen  | Alpecin-Deceuninck       | 259    |
| 2                              | Bryan Coquard     | Cofidis                  | 149    |
| 3                              | Mads Pedersen     | Lidl-Trek                | 143    |
| 4                              | Wout van Aert     | Team Jumbo-Visma         | 112    |
| 5                              | Tadej Pogačar     | UAE Team Emirates        | 85     |
| 6                              | Victor Lafay      | Cofidis                  | 80     |
| 7                              | Jordi Meeus       | BORA-hansgrohe           | 80     |
| 8                              | Biniam Girmay     | Intermarché-Circus-Wanty | 77     |
| 9                              | Caleb Ewan        | Lotto-Dstny              | 73     |
| 10                             | Neilson Powless   | EF Education-EasyPost    | 70     |
|                                |                   |                          |        |
| 12                             | Dylan Groenewegen | Team Jayco AlUla         | 62     |

### Bergklassement
| Bergklassement (bolletjestrui) |                            |                        |        |
| Plaats                         | Naam                       | Ploeg                  | Punten |
| Bolletjestrui                  | Neilson Powless            | EF Education-EasyPost  | 46     |
| 2                              | Felix Gall                 | AG2R-Citroën           | 28     |
| 3                              | Tobias Halland Johannessen | Uno-X Pro Cycling Team | 26     |
| 4                              | Ruben Guerreiro            | Movistar Team          | 22     |
| 5                              | Michael Woods              | Israel-Premier Tech    | 20     |
| 6                              | Tadej Pogačar              | UAE Team Emirates      | 19     |
| 7                              | Jai Hindley                | BORA-hansgrohe         | 19     |
| 8                              | Giulio Ciccone             | Lidl-Trek              | 19     |
| 9                              | Jonas Vingegaard           | Team Jumbo-Visma       | 18     |
| 10                             | Pierre Latour              | Team TotalEnergies     | 16     |
|                                |                            |                        |        |
| 11                             | Wout van Aert              | Team Jumbo-Visma       | 15     |
| 24                             | Mathieu van der Poel       | Alpecin-Deceuninck     | 4      |

### Jongerenklassement
| Jongerenklassement (witte trui) |                            |                        |            |
| Plaats                          | Naam                       | Ploeg                  | Tijd       |
| Witte trui                      | Tadej Pogačar              | UAE Team Emirates      | 38u38'03"  |
| 2                               | Carlos Rodríguez           | INEOS Grenadiers       | + 4'05"    |
| 3                               | Tom Pidcock                | INEOS Grenadiers       | + 5'09"    |
| 4                               | Felix Gall                 | AG2R-Citroën           | + 9'29"    |
| 5                               | Mattias Skjelmose Jensen   | Lidl-Trek              | + 28'59"   |
| 6                               | Mathieu Burgaudeau         | Team TotalEnergies     | + 39'59"   |
| 7                               | Matteo Jorgenson           | Movistar Team          | + 46'48"   |
| 8                               | Tobias Halland Johannessen | Uno-X Pro Cycling Team | + 49'25"   |
| 9                               | Matthew Dinham             | Team DSM-Firmenich     | + 59'14"   |
| 10                              | Matis Louvel               | Arkéa-Samsic           | + 1u00'12" |
|                                 |                            |                        |            |
| 12                              | Maxim Van Gils             | Lotto-Dstny            | + 1u20'39" |
| 14                              | Lars van den Berg          | Groupama-FDJ           | + 1u24'50" |

### Ploegenklassement
| Ploegenklassement |                    |            |
| Plaats            | Ploeg              | Tijd       |
|                   | Bahrain-Victorious | 116u11'17" |
| 2                 | INEOS Grenadiers   | + 44"      |
| 3                 | Team Jumbo-Visma   | + 2'07"    |
| 4                 | UAE Team Emirates  | + 13'19"   |
| 5                 | AG2R-Citroën       | + 13'51"   |

## Uitvaller
- Quinn Simmons (Lidl-Trek): Niet gestart in de 9e etappe, door naweeën van zware val in de 5e etappe.

1e etappe ·
2e etappe ·
3e etappe ·
4e etappe ·
5e etappe ·
6e etappe ·
7e etappe ·
8e etappe ·
9e etappe ·
10e etappe ·
11e etappe ·
12e etappe ·
13e etappe ·
14e etappe ·
15e etappe ·
16e etappe ·
17e etappe ·
18e etappe ·
19e etappe ·
20e etappe ·
21e etappe
Startlijst · Eindstanden · Afbeeldingen